# Константин (Кацаракис)
Митрополи́т Константи́н Кацара́кис (греч. Μητροπολίτης Κωνσταντίνος Κατσαράκης; 1887, Милато, Крит — 1 марта 1980, Пирей) — епископ Александрийской православной церкви, митрополит Леонтопольский.

## Биография
В 1913 году окончил богословскую школу на острове Халки.
14 сентября 1914 года рукоположён в сан диакона, а 26 января 1925 года в сан пресвитера.
20 декабря 1931 года хиротонисан во епископа с возведением в сан митрополита Карфагенского и всей Мавританири. Хиротонию совершили: Патриарх Александрийский Мелетий II, митрополит Триполийский Феофан (Мосхонас), митрополит Аксумский Николай (Абдалла) и митрополит Йоханнесбургский Исидор (Георгиадис).
27 ноября 1939 года избран митрополитом Леонтопольским.
С 24 сентября по 1 октября 1961 года в составе делегации Александрийской православной церкви участвовав в работе I Всеправославного совещания на греческом острове Родос.
С 26 сентября по 1 октября 1963 года в составе делегации Александрийской православной церкви участвовав в работе III Всеправославного совещания на греческом острове Родос.
С 16 ноября 1966 по 10 мая 1968 года являлся местоблюстителем Александрийского патриаршего престола.
20 ноября 1976 года ушёл на покой по болезни.
Скончался 1 марта 1980 года в Пирее.